# Anton Günther von Ellbrecht
Anton Günther Ellbrecht, Ellebracht (13. oktober 1685 – 6. september 1760 i Nyborg) var en dansk officer.
Han var søn af Christian Conrad Ellbrecht til Henneberg Ladegaard (1654-1731), som var gift første gang med Maria von Hein og anden gang med baronesse Amalie von Nostitz, som formentlig var Antons mor.
16 år gammel blev han sekondløjtnant i jyske infanteriregiment, hvor faderen var kaptajn, og da denne tog afsked med oberstløjtnants karakter og 1707 fik et regiment i russisk tjeneste, trådte sønnen, der allerede i 1703 havde fået orlov for at uddanne sig i fremmede hære, som grenaderkaptajn ind i dette. Begge deltog de nu i krigen mod Karl 12. af Sverige, men efter Slaget ved Poltava måtte den ældre Ellbrecht tage hjem som invalid, og da samtidig krigen, der var døet hen i Rusland, blussede op i hjemmet, vendte også sønnen tilbage.
Han fik 1711 kompagni ved et af de regimenter der var hjemvendt fra Ungarn, men mistede dette på nær ni mand i slaget ved Gadebusch, hvor han selv blev hårdt såret og taget til fange. Efter at være blevet udløst hvervede han i Holland et nyt kompagni, med hvilket han i 1715 for anden gang blev hårdt såret i løbegravene for Stralsund. Han beholdt kompagniet, indtil regimentet efter freden blev opløst.
Ellbrecht kom nu til Aalborg Stift og 1724 efter eget ønske til Nordsjællands nationalregiment, han ejede nemlig herregården Kattrup ved Tissø, som han havde fået med sin hustru, Antoinette Cathrine Juul, de var blevet gift 1. juli 1716. Hendes fader var en forhenværende ridefoged, Poul Pedersen Leerskov, mens moderen var af Lilje-Juulernes slægt, efter hvilken børnene havde taget navn.
Ellbrecht blev 1726 major, og da landmilitsen, der opløstes 1730, atter trådte i live 1733, oberstløjtnant ved dens sjællandske regiment. 1740 fik han obersts karakter, førte 1741 en bataljon af bornholmske gevorbne (hvervede) regiment ved Rhinen i engelsk tjeneste. Han blev i 1742 kommandant i Oldenborg, 1745 i Nyborg og i 1753 døde hans hustru. Allerede året efter giftede han sig på ny den 13. september med Mette Sophie Pultz (født 1697), der var datter af oberstløjtnant Henrik Christopher Pultz og Bolette Hovenbeck. Hun havde ligeledes tidligere været gift, først med generalmajor Hans Jacob Brun, anden gang med etatsråd, landsdommer på Sjælland Johannes Christensen (død 1747).
Samme år som hans andet bryllup blev han generalmajor, og afsluttede sin lange karriere med at dimittere i nåde i 1759. Han døde i Nyborg året efter 6. september 1760. Blot få måneder forinden var han blevet enkemand for anden gang. Hun blev begravet 31. maj 1760.

## Børn (alle af første ægteskab)
1. Ove Christian von Ellebracht, (1. juli 1717 – 1. maj 1748), begravet ved Ørslev Kirke
2. en søn, døde ung
3. en søn, døde ung
4. en datter, døde ung
5. Friedrich Poul von Ellbrecht (1722 – 28. november 1813), viet 6. april 1761 i Torslev Kirke til Anna Braës (1743-1816)
6. Anton Günter von Ellbrecht (1726 – 10. juni 1785), viet 8. oktober 1755 i Holmens Kirke, København til Christiane Ulica Lucretia Nissen (1735-1803)
7. Carl Henrich von Ellbrecht (1730 – 29. september 1789), viet 29. maj 1764 i Helligåndskirken, København, til Ulrica Sophie Mouritzen (1721-1790)

Ellbrechts tre dalevende sønner blev i 1778 naturaliserede som dansk adel.